# Список планет из телесериала «Доктор Кто»

В этом списке перечисляются планеты из британского, научно-фантастического телесериала «Доктор Кто» и его спин-оффов.
| Содержание: Начало — 0–9 А Б В Г Д Е Ё Ж З И К Л М Н О П Р С Т У Ф Х Ц Ч Ш Щ Э Ю Я |

## А
- Адипоуз-3 (англ. Adipose 3) — планета, на которой выращиваются адипоуз. В эпизоде «Соучастники» (2008) упоминается, что эта планета была утеряна, а в серии «Украденная Земля» (2008) выясняется, что в исчезновении Адипоуз-3 был виноват Даврос. В результате исчезновения планеты адипоуз приняли решение выращивать детей на Земле, тем самым нарушая галактические законы. В серии «Конец путешествия» (2008) планета возвращается на надлежащее место.
- Андрозани Большая (англ. Androzani Major) — планета и место действия в серии «Пещеры Андрозани». Была втянута в боевые действия на Малой Андрозани.
- Андрозани Малая (англ. Androzani Minor) — планеты в серии «Пещеры Андрозани», единственное во Вселенной место, где добывают спектропикал — чудесное вещество, продлевающее жизнь. Маленькая планета, когда Доктор прибыл на неё, была измучена затяжной войной, случившейся из-за бесконечной розни военных, контрабандистов, террористов, бандитов, коррумпированных политиков. Доктор не смог остановить войну, но предотвратил ещё большую опасность обеим Андрозани, хотя и ценою своей жизни. В пятом эпизоде серии стало известно о том, что в глубинах пещер планеты почти нет воздуха, но там обитают гигантские летучие мыши, чьё молоко способно предотвратить смерть.
- Анура (англ. Anura) — родная планета расы амфибий, практически полностью покрытая водой. Мерграсс из анимационного сериала «В поисках бесконечности» (2007) являлся ануранцем.
- Альфава Метраксис (англ. Alfava Metraxis) — планета, появившаяся в сериях «Время ангелов»/«Плоть и камень». Продолжительность дня на Альфава Метраксис составляет 11 часов. Коренное население — аплане, вымерли за 400 лет до событий серии, через 200 лет после их гибели планета была переделана под колонию землян.
- Арголис (англ. Argolis) — планета, на которой живут две враждующие расы — арголины и фоамази. Арголис стал радиоактивным после 20-минутной войны. Арголины, пережившие войну, сделали Арголис «первой из свободных планет». Они создали «Свободный рой», посвящённый отдыху и взаимопониманию с представителями разных культур.
- Аридиус (англ. Aridius) — планета, которая первоначально была покрыта многочисленными океанами. Однако из-за инцидента с одной из звёзд планета превратилась в сплошную пустыню, из-за чего многие из видов, ранее населявшие Аридиус, погибли. Является основным местом действия в серии «Погоня».
- Аркадия (англ. Arcadia) — планета, колонизированная людьми в 25 веке. В эпизоде «Судный день» (2006) Десятый Доктор говорит, что сражался против далеков на Аркадии, линии фронта Войны Времени, и упоминает о её падении. В эпизоде «Чмок-Чмок, Пиф-Паф» (2008) сериала «Торчвуд» сюжет разворачивается вокруг алмаза Аркадии, который разыскивает капитан Джон Харт. Однако в серии «День Доктора» Одиннадцатый Доктор упоминает, что Аркадия — второй город Галлифрея.
- Асгард (англ. Asgard) — в эпизоде «Тишина в библиотеке» (2008) упоминается, что Доктор и Ривер Сонг как-то были там на пикнике.
- Апалапучиа (англ. Apalapucia) — планета, которую посещают Одиннадцатый Доктор, Эми и Рори в эпизоде «Девочка, которая ждала». По словам Доктора, планета является № 2 в списке 10 планет, которые обязан посетить каждый сознательный межгалактический путешественник. Также он говорит, что на ней есть шпили домов, парящие серебряные колоннады и очень красивые закаты. Однако прибыв туда, они только находят белые комнаты после вспыхнувшей эпидемии «Чен-7», которая убивает всех с двумя сердцами.
- Аутопия (англ. Autopia) — родная планета аутопианцев. Они создали совершенную науку, культуру и искусство, во всём положились на роботов-рабов, а сами жили в вымышленном мире из книг. Была основным местом действия в одноимённом комиксе 2009 года.

## Б
- Балхун (англ. Balhoon) — возможно, родная планета Мокса Балхуна из эпизода «Конец света» (2005).
- Барселона (англ. Barcelona) — планета, на которой живут безносые собаки. Планета упоминается в эпизоде «Пути расходятся» (2005) и в специальном выпуске «Дети в нужде» (2005), а также в серии «Огни Помпеев».
- Бессан (англ. Bessan) — планета упоминается в эпизоде «Школьное воссоединение» (2006), как одна из многих планет, покоренных криллитанами.
- Библиотека (англ. The Library) — планета, на которой собраны все написанные человечеством книги. Планета была заброшена после того, как на ней вылупился из книг смертоносный рой Вашта Нерада. В 51 веке Десятый Доктор и Донна Ноубл посещают Библиотеку, эпизоды «Тишина в библиотеке» и «Лес мертвецов».

## В
- Вега (англ. Vega) — планета, которую населяет практикующая раса горных инженеров.
- Волаг-Нок (англ. Volag-Noc) — самая холодная планета в галактике. Является тюрьмой для самых опасных межгалактических бандитов, таких как Бальтазар. Десятый Доктор и Марта Джонс посещают Волаг-Нок в мультсериале «В поисках бесконечности» (2007).
- Вулкан (англ. Vulcan) — планета, показанная в серии «Сила далеков» (1966). Является человеческой колонией.

## Г
- Галлифрей (англ. Gallifrey) — родная планета Повелителей времени. Она предположительно находится в самом центре Созвездия Дома, низшим расам известного как созвездие Кастерборус. В своей системе планет Галлифрей второй от солнца. Планета впервые появляется (но не называется) в серии «Военные игры» (1969) и впервые называется (но не появляется) в серии «Воин времени» (1974). Считалось, что планета была уничтожена в Войне Времени. Появляется в истории «Конец времени» (2009). В спецвыпуске «День Доктора» (2013) к 50-летию сериала рассказывается, как 13 воплощений Доктора объединёнными усилиями спасают планету от далеков. В эпизоде «Время Доктора» выясняется, что планета находится в иной Вселенной. В истории «Спайфолл» (2020) Доктор посещает разрушенный Галлифрей, а Мастер рассказывает, что причиной разрушения стал он. В эпизоде «Вечные дети» (2020) взрыв «частицы смерти» уничтожает всю органику на планете.
- Гамма (англ. Gamma) — родина девушки-солдата с «Бега демонов», которая, по её словам, однажды встретила Доктора в «лесах Гаммы» и потом встала на его сторону в эпизоде «Хороший человек идет на войну» (2011), где и была упомянута планета. В языке этой планеты нет слов «пруд» и «мелодия», поэтому имя дочери Эми Понд «Мелоди Понд» (мелодия, пруд) на вышитом девушкой платке звучало как «Ривер Сонг» (река, песня), и, в дальнейшем, Мелоди носила уже это имя.
- Гиперон (англ. Hyperon) — планета, упомянутая в серии «Происхождение далеков» (1974). Даврос допрашивает Доктора, чтобы узнать о войнах, в которых далеки проиграют. Он узнаёт, что в 17 000 космическом году далеки были остановлены вмешательством военных ракет с планеты Гиперон. Ракеты были сделаны из металла, нечувствительного к огневой мощи далеков. Их силы были полностью разбиты.
- Гриффот (англ. Griffoth) — родная планета граска, которая появляется в интерактивном эпизоде «Атака Граска» (2005). Является одной из 27 планет, похищенных далеками в эпизоде «Украденная Земля» (2008).

## Д
- Дариллиум (англ. Darillium) — планета, которая упоминается в эпизоде «Лес мертвецов» (2008). Доктор отвёз туда профессора Ривер Сонг посмотреть на поющие башни. Также упоминается в эпизоде «Мужья Ривер Сонг», в котором Доктор отвёз Ривер Сонг на эту планету.
- Дева Лока — планета, похожая на рай, показанная в серии «Кинда» (1982). Большая часть планеты покрыта джунглями. Это родная планета миролюбивой расы кинда, которые обладают телепатией.
- Джаху (англ. Jahoo) — одна из 27 планет, похищенных далеками в эпизоде «Украденная Земля» (2008).
- Дравидия (англ. Dravidia) — планета в планетарной конфигурации Рексел, была упомянута в пьесе «Победа трудов любви» в эпизоде «Код Шекспира» (2007). Дравидианский корабль рухнул на Карн в серии «Мозг Морбиуса» (1976).

## Ж
- Женский плач (англ. Woman Wept) — планета, которую посещали Девятый Доктор и Роза Тайлер. Единственный континент на планете странно изогнут и, если смотреть на него сверху, напоминает плачущую женщину. Океан, омывающий этот континент, полностью замёрз из-за природного катаклизма. Роза упоминает о визите на Женский плач в эпизоде «Городской бум» (2005). Это одна из планет, которую похитил Даврос в эпизоде «Украденная Земля» (2008).

## З
- Земля, также известная некоторым расам как Терра, Сол-3, Сирота-55 (англ. Earth/Terra/Sol-3/Orphan 55) — родная планета людей. Другими существами земного происхождения являются силурианцы, морские дьяволы, «феи» и в альтернативном будущем гемоворы и киберлюди. Один из 27 похищенных далеками миров. В одном из эпизодов сериала «Торчвуд» говорилось, что Земля служила тюрьмой для библейского демона Абаддона, сына Зверя, которого повстречал Десятый Доктор в серии «Бездна Сатаны» (2006). В эпизоде «Сбежавшая невеста» (2006) оказалось, что во время сотворения Земли центром планеты стал космический корабль ракноссов. Когда-то у неё была планета-близнец под названием Мондас. В 200 000 году у Земли уже пять лун. Земля часто становится целью инопланетных вторжений. С конца XX — начала XXI веков Земля является планетой «пятого уровня», которая может обнаруживать некоторые приближающиеся космические корабли, и защищена галактическим законом от «выращивания». К 51-м веку люди развили возможности для путешествия во времени. В эпизоде «Конец света» (2005) Девятый Доктор и Роза Тайлер становятся свидетелями гибели Земли из-за расширения Солнца в 5 000 000 000 году. К тому времени все люди переселились на другие планеты галактики.

## И
- Изолятор далеков (англ. Asylum of the Daleks) — полностью автоматизированная планета, где далеки держат своих самых опасных и безумных сородичей, отказываясь убивать их только из-за их способности ненавидеть, которую далеки обожествляют. Планета защищена силовым полем, которое возможно отключить только изнутри Изолятора. Парламент далеков захотел уничтожить планету и попросил Доктора спуститься на неё и отключить поле, не позволяющее им начать атаку извне. Чтобы защитить их от трансформирования в человеческие копии далеков из-за нанополя, являющегося своего рода охранной системой планеты, они дали Доктору, Эми и Рори специальные браслеты и при помощи луча-телепортатора спустили их на планету. После отключения силового поля далеки начали атаку на Изолятор.

## К
- Калдерон Бета (англ. Calderon Beta) — «планета забегаловок», на которую собирались отправиться Одиннадцатый Доктор и Ривер Сонг в истории «Первая ночь» мини-эпизода «Ночь и Доктор». По словам Доктора, там есть дерево на северной стороне горы, стоящей посреди моря, взобравшись на него 23 апреля 2360 года, можно было увидеть больше всего звёзд, чем когда-либо в истории.
- Калуфракс (англ. Calufrax) — мёртвая ледяная планета, которая в действительности была замаскированной частью Ключа Времени в серии «Планета-пират» (1978).
- Карн (англ. Carn) — третья планета в системе планет Галлифрея. Карн находится в нескольких миллиардах миль от Галлифрея и имеет население не больше нескольких миллионов. Появляется в серии «Мозг Морбиуса» (1976), в приквеле «Ночь Доктора» (2013) к юбилейному эпизоду «День Доктора» (2013), в приквеле к эпизоду «Ученик волшебника» и самой серии.
- Кастровальва (англ. Castrovalva) — планета, созданная Мастером и находящаяся в петле времени. Кастровальву посетил Доктор в своей пятой регенерации с целью отдохнуть и прийти в себя. Позже Кастровальва была разрушена Шардованом в эпизоде «Кастровальва».
- Катриган Нова (англ. Catrigan Nova) — планета, на которую Мастер обещал взять свою массажистку в эпизоде «Последний Повелитель времени» (2007). На этой планете есть водовороты из золота.
- Клом (англ. Clom) — родина Абзорбалоффа из эпизода «Любовь и монстры» (2006), планета-близнец Раксакорикофаллапаториуса. В серии «Украденная Земля» (2008) Клом является одной из 27 планет, которые были похищены из времени и пространства Давросом и далеками. Когда Десятый Доктор узнаёт об этом, он восклицает: «Клом пропал? Кому нужен Клом?» В сериале «Приключения Сары Джейн» в эпизоде «Месть Сливинов» (2007) один из злодеев в отчаянии восклицает: «Во имя Клома!»
- Креспаллион (англ. Crespallion) — родина синекожих инопланетян, которые управляли Платформой Один в эпизоде «Конец света» (2005).
- Кроп Тор (англ. Krop Tor) — планета, которая невероятным образом вращается вокруг чёрной дыры. На этой планете происходит действие эпизодов «Невозможная планета» и «Бездна Сатаны» (2006). Её название переводится как «Горькая пилюля». Согласно легенде, чёрная дыра была демоном, который сначала проглотил планету, а потом выплюнул, поняв, что она ядовита. В конечном счёте планета упала в чёрную дыру и была уничтожена.
- Курхан (англ.  Kurhan) — упоминается в эпизоде «42» (2007), когда Десятый Доктор предлагает Марте Джонс отправиться на эту планету и покататься на коньках по минеральным озёрам.

## Л
- Лакертия (англ. Lakertya) — планета лакертианцев. На некоторое время планету захватили тетрапы и Рани, обратив её жителей в рабство. Рани планировала перестроить планету в место управления временем Вселенной с помощью созданного ей Мозга, но благодаря прибытию Доктора её план был сорван, как и последующая попытка взорвать всю планету.
- Лимус-4 (англ. Limus 4) — планета, упомянутая Четвёртым Доктором в эпизоде «Вольный улей».
- Логополис (англ. Logopolis) — планета математиков. На неё отправляются Четвёртый Доктор, Адрик и Тиган Джованка ради починки системы маскировки ТАРДИС; туда же отправляется и Мастер. Является основным местом действия в одноимённой серии.
- Люцифер (англ. Lucifer) — планета-газовый гигант, упомянутый Девятым Доктором в серии «Злой Волк».

## М
- Майра (англ. Mira) — туманный и болотистый мир, покрытый низкорослой растительностью; родной мир визианцев — невидимых хищных животных. Согласно Первому Доктору, на Майра не обитает никакой другой разумной жизни. Появляется в серии «План повелителя далеков».
- Малая Дзэта (англ. Small ζ) — планета, которую Четвёртый Доктор и Сара Джейн Смит посетили в серии «Планета Зла» (1975). На планете находятся залежи неизвестного ископаемого, которое может заменить даже энергию небольшого солнца на несколько тысяч лет. Также на планете есть странная и очень опасная форма жизни, состоящая из антивещества.
- Малкассайро (англ. Malcassairo) — планета, появляющаяся в эпизоде «Утопия» (2007). Является родной планетой малмутов — народа Чанто. Планета на краю Вселенной стала домом для людей-беженцев и враждебного «Нового вида», и почти все малмуты были уничтожены.
- Малый Калуфракс (англ. Calufrax Minor) — упоминается в эпизоде «Украденная Земля» (2008) как одна из 27 планет, похищенных Давросом.
- Маринус (англ. Marinus) — родная планета маринусианцев и вурдов. Планета была покрыта кислотными морями и стеклянными кристаллами на пляжах. Является основным местом действия в серии «Ключи Маринуса». Также на ней находилась Совесть Маринуса — супер-компьютер, контролирующий умы жителей планеты и, таким образом, не дающий свершиться насилию.
- Марс (англ. Mars) — родная планета Ледяных Воинов и Наводнения. Ледяные Воины заморозили Наводнение в Ледник на планете в горькой войне.
- Мелисса Маджориа (англ. Melissa Majoria) — родная планета большинства земных пчёл, упоминаемая в эпизоде «Украденная Земля» (2008).
- Мессалина (англ. Messaline) — планета, которую Десятый Доктор, Донна Ноубл и Марта Джонс посещают в эпизоде «Дочь Доктора» (2008). На момент прибытия Доктора на планете шла война между фракциями колонистов — людьми и хатами. Война была прекращена Доктором, запустившим процесс терраформирования планеты. (До терраформирования Мессалина была холодной, ветреной и скалистой планетой, на поверхности которой часто встречались опасные зыбучие ямы.) Планета имеет три луны.
- Метебилис 3 (англ. Metebilis Three) — планета, которую упоминает Бригадир Летбридж-Стюарт в серии «Воин времени» (1974—1975). Также её упоминает Сара Джейн Смит в серии «Свадьба Сары Джейн Смит» в сериале «Приключения Сары Джейн». Третий Доктор в исполнении Джона Пертви посещает эту планету в серии «Зелёная смерть», где находит голубой кристалл, позднее фигурировавший в серии «Планета пауков» (1974), также планета упоминается в серии «Прячься» 7 сезона: Одиннадцатый Доктор показывает психохронограф, привезённый с Метебилис 3.
- Мондас (англ. Mondas) — планета-близнец Земли, появляющаяся в эпизоде «Десятая планета» (1967). Является родной планетой киберлюдей.
- Молдокс (англ. Moldox) — планета, колонизированная людьми. Молдокс расположен в спирали «око Тантала». Родная планета Золы, спутницы Военного Доктора в романе Джорджа Манна «Механизмы войны».

- Меркурий (англ. Mercury)

## Н
- Некрос — планета из истории с Шестым Доктором «Откровение далеков» (1985).
- Новая Венера (англ. New Venus) — упоминается в эпизоде «Долгая игра» (2005). В 200 000 году на архипелаге этой планеты песчаные бури привели к 200 погибшим.
- Новая Земля (англ. New Earth) — планета в галактике М87. Впервые появляется в одноименном эпизоде (2006) и является новым пристанищем человечества в 5 000 000 000 году. У Новой Земли такой же размер, атмосфера и орбита, как у Земли, но различаются континенты и экология. На Новой Земле есть Новый Нью-Йорк (15-й по счету после оригинального города). В эпизоде «Пробка» (2007) большинство жителей этого города умирает от вируса, и только части населения, изолированной на подземной автомагистрали, удаётся избежать заражения.

## П
- Пайровилия (англ. Pyrovilia) — родная планета пайровайлов — каменных созданий, которые появляются в эпизоде «Огни Помпей» (2008). Их родина была похищена далеками, после чего пайровайлы попытались захватить Землю и использовать её для создания новой расы. После уничтожения далеков планета была возвращена обратно на свою орбиту.
- Пен Хаксико 2 (англ. Pen Haxico 2) — планета, на которую планировал сбежать киборг Макс Каприкорн в эпизоде «Путешествие проклятых» (2007). Он упоминает, что на планете есть тропические пляжи и леди, которые обожают металл.
- Планета Один (англ. Planet One) — первая планета во Вселенной. На утёсе есть надписи, которые не могут расшифровать уже миллионы лет. В серии «Пандорика открывается» (2010) Доктор прилетает с Эми Понд перевести эти надписи с помощью ТАРДИС. Надпись, которую сделала Ривер Сонг, гласит: «HELLO, SWEETIE» — и содержит координаты. Доктор отправляется на Землю в 102 год нашей эры и встречает Ривер Сонг.
- Полимос (англ. Polymos) — родная планета Сознания Нестин, согласно романам «Тысячелетние обряды» (1995) и «Synthespians» (2004).
- Полночь (англ. Midnight) — курортная планета, состоящая из бриллиантов, которую Десятый Доктор и Донна Ноубл посещают в эпизоде «Полночь» (2008). На планете есть золотые спа, антигравитационные рестораны и сапфировые водопады. Солнце планеты излучает радиацию, которая испаряет органику, поэтому на Полночь можно смотреть только через очень толстый слой стекла. Радиация отравила бриллианты, поэтому к поверхности планеты никогда не получится прикоснуться. Однако на планете присутствует некая форма жизни, которая вселяется в туристку Скай Сильвестри…
- Пуш (англ. Poosh) — планета, упоминаемая в эпизоде «Полночь» (2008). Потерянная луна Пуш является темой курсовой работы студентки Ди-Ди Бласко. В эпизоде «Украденная Земля» (2008) выясняется, что луна Пуш — один из 27 миров, похищенных далеками.
- Пятая планета (англ. The Fifth Planet) — планета, находящаяся в Солнечной системе, разрушенная Повелителями времени при попытке уничтожить фендалов, останки планеты образовали пояс астероидов, который расположен между Марсом и Юпитером.

## Р
- Раксакорикофаллапаториус (англ. Raxacoricofallapatorius) — родной мир раксакорикофаллапаториан, планета-близнец Клома. Впервые упоминается в серии «Третья мировая война» (2005). Одной из известнейших семей раксакорикофаллапаториан являются сливины (англ. Slitheen). Девятый Доктор, Роза Тайлер и капитан Джек Харкнесс посещают эту планету между сериями «Городской бум» и «Плохой волк» (2005). Сама планета на экране не показана.
- Регентство Падриволи 9 (англ. Padrivole Regency 9) — планета, упоминаемая в эпизоде «Смит и Джонс» (2007). Плазмовор убила дочь принцессы этой планеты.
- Рексел 4 (англ. Rexel 4) — родина каррионитов, расположенная в планетной конфигурации Рексел. Планета упоминается в эпизоде «Код Шекспира» (2007).
- Рута 3 (англ. Ruta 3) — родная планета рутанов.
- Ранкс (англ. Ranx) — планета, упомянутая в серии «Кошмар Эдема». На ней оранжево-багровое небо, и вращается она вокруг оранжевого солнца.

## С
- Сан Гелиос (англ. San Helios) — пустынная планета, которую Десятый Доктор и леди Кристина де Суза посетили в эпизоде «Планета мёртвых» (2009). Планета расположена в туманности Скорпиона и имеет три солнца — голубое, белое и оранжевое. Когда-то Сан Гелиос была развитой планетой с населением 100 миллиардов человек, однако, после нападения инопланетного роя, всё на планете превратилось в песок.
- Скаро (англ. Skaro) — родная планета талов, каледов и далеков. Впервые появляется в эпизоде «Далеки» (1963—1964). Эта вторая (после Земли) планета, появившаяся в телесериале в 1963 году. Скаро — каменистая, бесплодная планета со скудной растительностью. Иногда поверхность планеты окутывает толстый слой тумана. Верхние слои атмосферы — красные из-за ядерного распада Скаро, вызванного Тысячелетней войной талов и каледов. Ориентирами на планете служили озеро Мутаций и Окаменевший лес. Этот лес был уничтожен Рукой Омеги в эпизоде «Поминовение далеков» (1988), когда Седьмой Доктор обманул Давроса. В телевизионном фильме 1996 года выясняется, что у Скаро две луны. Планета была уничтожена в Войне Времени.
- Сонтар (англ. Sontar) — родная планета сонтаранцев. Упоминается в эпизодах «План сонтаранцев», «Отравленное небо» (2008) и «Время Доктора» (2013).
- Сто (англ. Sto) — планета, находящаяся в Кассавалианском поясе. Родина Астрид Пет и других пассажиров и членов экипажа «Титаника» из эпизода «Путешествие проклятых» (2007).
- Сарн (англ. Sarn) — планета, посещённая Пятым Доктором в серии «Планета Огня». Планета с высокой степенью вулканической активности, скалистая и бесплодная.
- Сеффилин 59 (англ. Seffilun 59) — планета-мусорка. Упоминается в эпизоде «Головоломка Цуранга», 11 сезон.

## Т
- Телос (англ. Telos) — планета киберлюдей в серии «Гробница киберлюдей».
- Тиволи (англ. Tivolie) — планета, всегда готовая сдаться. Эта цивилизация — одна из старейших в галактике. По словам Доктора, трусость их жителей не умилительна, а коварна и поэтому они так долго существуют. Родная планета Гиббиса из серии «Комплекс Бога» (2011), также упомянутая в серии «Перед потопом» (2015). Их гимн звучит так: «Да здравствует (вставьте имя)».

- Трензалор (англ. Trenzalore) — планета, на которой Доктору нельзя появляться. Планета-кладбище, где он похоронен. В эпизоде «Имя Доктора» (2013) он вынужден отправиться на Трензалор, чтобы спасти своих друзей: Вастру, Дженни и Стракса, и попадает в ловушку, спланированную Великим Разумом. Также, сам не зная того, Одиннадцатый Доктор прилетает туда на странный сигнал, посланный всей Вселенной, в эпизоде «Время Доктора» (2013). Позже он расшифровывает сигнал, гласящий: «Доктор Кто?» Он находит временную трещину в башне в городке Трензалора Рождество, находящегося в поле правды. После перевода сигнала Доктор понимает, что этот сигнал посылают Повелители времени, дабы убедиться, что они в безопасности и могут выйти из другой Вселенной. Но на Трензалоре может начаться война, так как этот сигнал услышали многие расы со всей Вселенной. Чтобы этого не произошло, Доктор не говорит своего имени и остаётся защищать планету вплоть до своей регенерации.

## У
- Уд-Сфера (англ. Ood-Sphere) — родина удов в эпизоде «Планета удов» (2008). Это холодная бесплодная планета с большим количеством гор и пещер. На её небосклоне можно увидеть несколько лун и серовато-розовую планету с кольцом. Уд-Сфера находится рядом с Сенсо-Сферой (возможно, они относятся к одной звездной системе).

## Ф
- Фейк (англ. Fake) — планета-голограмма. Весь Галактический спам происходит именно с этой планеты. Является основным местом действия в комиксе «Фильтр спама».
- Фелспун (англ. Felspoon) — планета, которую Донна Ноубл упоминает в эпизоде «Конец путешествия» (2008). На этой планете есть горы, которые раскачиваются на ветру и двигаются.
- Ферос (англ. Pheros) — планета, которую Десятый Доктор и Марта Джонс посещают во втором эпизоде мультсериала «В поисках бесконечности» (2007). Это родная планета Коу, механического попугая Балтазара.
- Флорана (англ. Florana) — одна из самых красивых планет во Вселенной, упомянутая в серии «Вторжение динозавров» (1974). Доктор говорил, что её земля всегда устлана душистыми цветами, моря как тёплое молоко, пески мягкие как лебяжий пух и ручьи с водой, которые чище самого прозрачного кристалла.

## X
- Херметика (англ. Hermethica) — родной мир Проводницы из эпизода «Фонарь идиота» (2006)[1]. Жители планеты вовсе не бесформенны, однако Проводница и её преступная группировка нашли способ превратить себя в плазматическую энергию и попытались захватить власть на родине.

## Ч
- Чим (англ. Cheem) — родная планета Леса Чима, высокоразвитых деревьев, которые были посланы делегатами на «поглощение Земли» Солнцем, при становлении его красным гигантом. Их представительница Джейд сказала, что они потомки леса в Бразилии на Земле.

## Ш
- Шаллакатоп (англ. Shallacatop) — одна из 27 планет, похищенных Давросом в «Украденной Земле» (2008).
- Шан Шен (англ. Shan Shen) — планета, которую Десятый Доктор и Донна Ноубл посещают в эпизоде «Поверни налево» (2008). Она представляет собой планету в «китайском» стиле с множеством пагод и флагов. У Шан Шен две луны.

## Ю
- Юстиция (англ. Justicia) — система планет-тюрьм, описанная в романе Стивена Коула «Монстры внутри» из цикла «Приключения новых серий». В системе Юстиция множество планет, шесть из которых названы по буквам греческого алфавита: Правосудие Альфа (англ. Justice Alpha), Правосудие Бета (англ. Justice Beta), Правосудие Гамма (англ. Justice Gamma), Правосудие Дельта (англ. Justice Delta) и Правосудие Эпсилон (англ. Justice Epsilon). Существует ещё одна планета под названием Основное Правосудие (англ. Justice Prime). Роза Тайлер упоминает о визите на Юстицию в эпизоде «Городской бум» (2005). Это первая ссылка на события романа в сериале.

## Другое
Галактики:
- Галактика Изоп (англ. The Isop Galaxy) — местонахождение планеты Вортис в серии «Планета-сеть» (1965). В эпизоде «Плохой волк» (2005) говорится, что Лицо Бо — старейшее существо галактики Изоп.

Туманности и другие звёздные области:
- Пустота (англ. The Void) — название, данное Повелителями времени пространству между измерениями. В эпизоде «Армия призраков» (2006) Доктор упоминает, что Вечные называли пространство Howling, а некоторые называют его Адом. Внутри Пустоты ничего не существует, даже время. Является домом (или местом изгнания) некоторых существ.

- Кольца Акатена (англ. The Rings of Akhaten) — 7 миров, вращающихся на орбите одной звезды. Жители верят, что вся жизнь во Вселенной зародилось именно в Кольцах Акатена. Во время путешествия с Кларой Освальд в эпизоде «Кольца Акатена» (2013) Одиннадцатый Доктор утверждал, что был тут с внучкой. Раз в тысячу лет, когда Кольца выстраиваются в одну линию, проводится Фестиваль Подношений, где избранная Королева Лет поет песни Богу Акатена, чтобы погрузить его в сон ещё на тысячу лет.
- Кастерборус (англ. Kasterborous) — созвездие, в котором находится родная планета Доктора — Галлифрей. Впервые было упомянуто Четвёртым Доктором в серии «Пирамиды Марса». Оно было изображено на ключе от ТАРДИС, который носили Третий, Четвёртый и Восьмой Доктора. В возрождённом сериале впервые было упомянуто в серии «Путешествие проклятых».

Спутники:
- Луна (англ. The Moon) — естественный спутник Земли. В эпизоде «Лунная база» (1967), действие которого происходит в XXI-м веке, на Луне расположился центр воздействия на погоду, а в эпизоде «Космическая граница» (1973) в XXVI-м веке Луна стала тюрьмой для политических заключённых. В эпизоде «Смит и Джонс» (2007) межгалактическая полиция временно переместила на Луну Королевскую Больницу Надежды. В финале эпизода «Давай убьём Гитлера» (2011) в LII веке Ривер Сонг начинает учиться в Лунном университете на археолога. В эпизоде «Убить Луну» (2014) оказывается, что Луна — яйцо неизвестного существа. В 2049 году оно вылупляется и откладывает новое яйцо — новую Луну.
- Пазити Галлифрея — один из двух спутников Галлифрея. Он светился медным сиянием и был виден в течение всего дня. Пазити Галлифрея был сильно индустриализирован галлифрейцами для выплавки металлов. Древние галлифрейцы поклонялись ему как непорочной Богине. Упоминается в книге «Колыбель кошки: Испытание во времени» серии книг «Новые приключения».

Прочее:
- Малдовариум — астероид, являющийся собственностью Дориума Малдовара, на нём в LII веке есть космопорт, бары и прочие заведения. Впервые появляется в серии «Пандорика открывается» (2010).
- Прибежище демонов (англ. Demons Run) — астероид, на котором находилась база мадам Ковариан. О самом астероиде мало что известно, но он стал местом рождения Ривер Сонг в серии «Хороший человек идёт на войну» (2011). Название астероида является частью фразы «Демоны бегут, когда хороший человек идёт на войну» (англ. Demons run when a good man goes to war).
- Параллельная Земля (англ. A Parallel Earth) — была посещена Третьим Доктором в эпизоде «Инферно» (1970). Десятый Доктор вновь посетил параллельную Землю (которую он позже назвал «Мир Пита») в эпизодах «Восстание киберлюдей», «Век стали», «Судный день» (2006) и «Конец путешествия» (2008). Возможно, это была другая параллельная Земля.
- Полуостров Бошейн (англ. Boeshane Peninsula) — место, где родился капитан Джек Харкнесс, впервые упоминается в эпизоде «Последний Повелитель времени» (2007).